# António Gomes Leal
António Duarte Gomes Leal (Lisboa, 6 de junio de 1848-29 de enero de 1921) fue un poeta y crítico literario portugués.

## Vida y obra
Nació en Rossio, freguesia de Pena, en Lisboa, hijo de João António Gomes Leal (fallecido en 1876), funcionario de la Aduana, y de Henriqueta Fernandina Monteiro Alves Cabral Leal.
Comenzó el Curso Superior de Letras, pero no lo concluyó, empleándose como secretario de un notario de Lisboa. Durante su juventud asumió características de poeta bohemio, satánico y dandy, pero al morir su madre en 1910, cayó en la pobreza y se convirtió al catolicismo. Vivía de la caridad ajena, llegando a pasar hambre y dormir en la intemperie en los bancos de las plazas, como un vagabundo, siendo en una oportunidad brutalmente agredido. Al final de su vida, Teixeira de Pascoaes e otros escritores hicieron una petición pública para que el Estado le diese una pensión, cosa que fue conseguida.
Fue uno de los fundadores de los periódicos O Espectro de Juvenal (1872) y O Século (1881), habiendo colaborado también en la Gazeta de Portugal, Revolução de Setembro y Diário de notícias. Su obra se inserta en las corrientes ultra-romántica, parnasiana, simbolista y decadentista.

## Obra
- A Fome de Camões: Poema em 4 cantos (1870)
- O Tributo do Sangue (1873)
- A Canalha (1873)
- Claridades do Sul (1875)
- A Traição (1881)
- O Renegado: A Antonio Rodrigues Sampaio, carta ao velho pamphletario sobre a perseguição da imprensa (1881)
- A Morte do Atleta (1883)
- História de Jesus para as Criançinhas Lerem (1883)
- Troça à Inglaterra (1890)
- A Senhora da Melancolia (1910)